# 六四诗集
《六四诗集》收集了1989年发生在中华人民共和国的六四事件的各种流传的诗歌等，由当年参与该民主运动和流亡国外的民运人士联合国际部分专家学者历时一年收集编撰而成，博大出版社出版，是目前对六四事件在诗歌方面最完整的整理，也是迄今为止以文学形式呈现六四运动的唯一一部历史文献。
当年民主运动的学生领袖蒋品超为主编。编辑委员有当年民主运动学生领袖王丹、张伯笠、陈破空、北京大学教师后援团组织者袁红冰，以及当年海外声援运动组织者盛雪、美国普林斯顿大学东亚研究中心博士候选人Caitlin J. Anderson。顾问有：美国普林斯顿大学教授、美国克鲁格人文与社会科学终身成就奖得主余英时，美国普林斯顿大学东亚研究中心教授林培瑞，八九民主运动期间政府与学生协调人、美国哥伦比亚大学政治学博士王军涛，香港市民支援爱国民主运动联合会主席司徒华，中国民主教育基金会会长蒋亨兰，香港政府前艺术发展局委员、文学委员会主席胡志伟，前臺灣智庫法政部副主任曾建元，美国对华援助协会会长傅希秋，美国聯合健康保險亚裔市场部总监Amber Jia。
《六四诗集》共分五个部份，第一部份是天安门广场和当年参与六四的人士的作品、第二是民主人士的作品、第三是民间人士的作品、第四是海外华人和国际人士的作品、第五是六四歌曲。
据法新社、中央通讯社、韩国联合通讯社、美国之音、自由亚洲电台、法国国际广播电台等国际媒体报道，该书已遭中国政府查缴，并没有在中国内地出版 。该书已於2007年5月26日由六四文化传播协会与国际特赦组织在美国加利福尼亚理工学院发行。